# TUYニュースの森やまがた
『TUYニュースの森やまがた』（ティーユーワイ ニュースのもりやまがた）とは、2000年4月3日から2005年3月25日までテレビユー山形で放送された平日夕方のローカルワイドニュース番組で、『JNNニュースの森』の山形県ローカルパートに相当する。

## 概要
以前は『JNNニュースの森』の関東ローカル枠（特集コーナー・関東地方の天気等）を完全ネットしていた。これは開局当時、経費を抑えるため必要最低限の報道取材活動しか行わずローカルニュースだけのワイド番組を制作することが不可能だったからである。
2000年3月31日までは、17:54 - 18:00枠にて『TUYニュース』を放送していた。本番組開始後も『ニュースの森』の関東ローカル枠を特集コーナーのみネットし、本編は18:36からであった。
2005年3月25日に『JNNニュースの森』が終了し、『JNNイブニング・ニュース』に移行したのに伴い、本番組も終了。替わって後継番組の『TUYイブニング・ニュース』がスタートした。

## 歴代キャスター
- 鈴木竜弘（『どよまん』放送開始当初のメイン司会の担当も経験済み）
- 松田明子 （同じく『どよまん』放送開始当初のサブ司会の担当も経験済み）
- 結城晃一郎 （同じく現在の『どよまん』メイン司会担当前に代役キャスターを経験）
- 佐々木瞳 （同じくかつての『どよまん』サブ司会担当前に代役キャスターを経験）

ほか。
※…なお、この番組をはじめとする『TUYニュース』の各番組レーベルシリーズと『どよまん』とは、同じ報道制作部が制作セクションを担当する番組である。

## タイトル表記による補足
- 放送1週目 - 2年目のテレビ表記上のタイトルは『やまがた ニュースの森 -THE NEWS FOREST-』（ - ザ・ニュース・フォレスト - ）、初期番組内の表記アナウンス・ナレーションは「ニュースの森やまがた」。表記上の初代番組名「やまがた ニュースの森」を使い、番組では略して「やま森」と呼んでいた（NHK山形放送局で昼に放送中の番組『やまモリ!』とは無関係。ちなみに、どちらの番組ともに発音は「やまもり」である）。、3年目になると『TUYニュースの森やまがた -THE EVENING NEWS-』（ - ザ・イブニング・ニュース - ）、4年目から最終回まで『TUYニュースの森 -THE YAMAGATA EVENING NEWS-』（ - ザ・ヤマガタ・イブニング・ニュース - ）という名義にてのオンエアとなった。

## 主なコーナー
- 今日の県内ニュース
- 県内スポーツ（毎週金曜日の拡大版放送（18:18 - 19:00 → 18:17 - 18:55）のみ。2001年10月 - 2002年9月頃にかけて放送）
- 金曜特集（同じく毎週金曜日の拡大版放送のみでオンエアのコーナー。主に自社もののニュースVTR企画映像などを放送していた）
- やま森メッセージ（伝言板のコーナー。後続の『TUYイブニング・ニュース』と『Nスタやまがた』の「きになるメッセージ」と内容は同じ）
- TUYお天気情報（あす（または週末）の気象情報コーナー）
- やま森川柳（P.T.CMと番組エンディングクレジット（提供テロップ・エンドカード）の直後に放送）

## 放送時間
- 2000年4月3日 - 2005年3月25日 月 - 金曜日 18:36 - 19:00（JST）

| テレビユー山形 月 - 金曜日18:36 - 19:00枠 | テレビユー山形 月 - 金曜日18:36 - 19:00枠                         | テレビユー山形 月 - 金曜日18:36 - 19:00枠 |
| 前番組                                    | 番組名                                                            | 次番組                                    |
| ----------------------------------------- | ----------------------------------------------------------------- | ----------------------------------------- |
| JNNニュースの森 （関東ローカルパート）    | やまがた ニュースの森 ↓ TUYニュースの森やまがた ↓ TUYニュースの森 | TUYイブニング・ニュース                   |
| テレビユー山形 平日夕方のTUYニュース      |                                                                   |                                           |
| TUYニュース ※17:54 - 18:00                | やまがた ニュースの森 ↓ TUYニュースの森やまがた ↓ TUYニュースの森 | TUYイブニング・ニュース                   |